# South West London

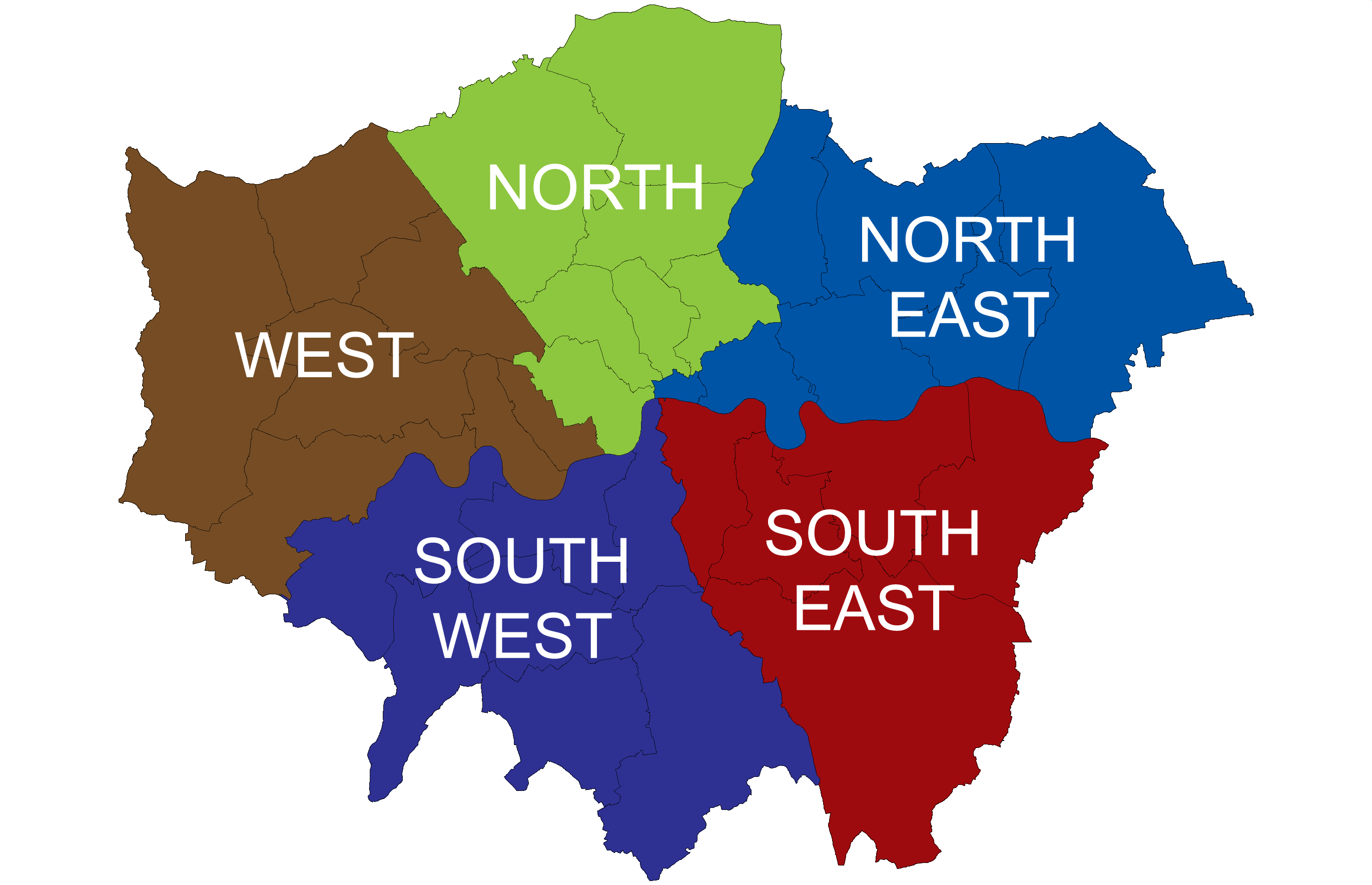
Subregions de Londres (Pla de Londres).

South West London (en català Londres sud-oest) és una subregió de Londres segons estableix el Pla de Londres. Aquesta subregió agrupa els districtes londinencs de Croydon, Kingston upon Thames, Lambeth, Merton, Richmond upon Thames, Sutton, Wandsworth.